# Lord Byron (opera)
Lord Byron è una opera in tre atti di Virgil Thomson su un libretto inglese originale di Jack Larson, ispirata al personaggio storico Lord Byron. Questa è stata la terza ed ultima opera di Thomson. Scrisse su commissione della Ford Foundation per la Metropolitan Opera (Met), ma il Met non ha mai prodotto l'opera. La prima esibizione fu al Lincoln Center di New York City il 20 aprile 1972,  dalla sezione di musica della Juilliard School con John Houseman come direttore di scena, Gerhard Samuel come regista e Alvin Ailey come coreografo. Una performance di una versione rivisitata dal compositore ebbe luogo nel 1985 con il New York Opera Repertory Theatre.

Lo stesso compositore ebbe a cuore quest'opera. La prima produzione ottenne recensioni contrastanti;  particolarmente negativa quella di Harold C. Schonberg: 
 ".... poco apprezzata;  mortificatamente banale (tutti quei valzer!) e frequenti macchiette di cortesia." 
 L'opera non ha ancora ricevuto una produzione professionale su vasta scala. Monadnock Music produsse l'opera nel settembre 1991.

## Riassunto
L'opera è ambientata a Londra dal 1812 al 1824.
Nella navata dell'Abbazia di Westminster arrivano gli amici, la moglie e la sorella di Lord Byron per mostrare una statua di Lord Byron al Decano dell'Abbazia e chiedere la sepoltura del poeta. Scoprono che Byron aveva scritto un memoriale, il che causa loro preoccupazione per la sua reputazione. Arriva la statua di Byron, che fa scattare ricordi nelle menti delle relazioni e degli amici di Byron. Questi includono il corteggiamento di Byron con la sua futura moglie. Oltretutto che Byron commise un incesto con la sua sorellastra Augusta Leigh e generò sua figlia, il che portò all'esilio di Byron e sua moglie, insistendo sul fatto che non avrebbe mai più rivisto Augusta. Sebbene non abbiano letto il manoscritto di Byron, i loro ricordi causano abbastanza paura da dar fuoco alle memorie. Arriva il Decano dell'Abbazia e dopo aver appreso che i parenti consideravano le memorie di Byron inadatte alla lettura, nega il permesso di far seppellire Byron nell'Abbazia di Westminster. Alla fine dell'opera, le ombre dei poeti nell'Angolo dei Poeti Angeli accolgono Byron in mezzo a loro.

## Registrazione
- Koch: Matthew Lord, Jeanne Ommerle, D'Anna Fortunato, Richard Zeller, Richard Johnson, Gregory Mason, Stephen Owen, Adrienne Csgenery, Thomas Woodman, Louisa Jonason, Donald Collup, David Murray, Jorg Westerkemp, Martin Kelley, Ted Whalen, John Holyoke, David Stoneman, Debra Vanderlinde, Marion Dry; Manadnock Festival Orchestra and Chorus; James Bolle, direttore.[9]

Inoltre, sono stati registrati brani dell'opera, chiamati "Cinque Canti per Tenore da Lord Byron ", con i seguenti artisti:Martyn Hill, tenore; Orchestra Sinfonica di Budapest ; James Bolle, direttore.